# Ogilbyina salvati
Ogilbyina salvati is een straalvinnige vissensoort uit de familie van dwergzeebaarzen (Pseudochromidae). De wetenschappelijke naam van de soort is voor het eerst geldig gepubliceerd in 1966 door Plessis & Fourmanoir.